# 12079 Kaibab
12079 Kaibab (1998 FZ73) là một tiểu hành tinh vành đai chính.